# Abablemma brimleyana
Abablemma brimleyana é uma espécie de mariposa da família Erebidae, originalmente descrita como Phobolosia brimleyana por Dyar em 1914. Pode ser encontrada em Nova Jérsia ao Sul da Flórida e do Texas.Sua envergadura é de cerca de 15 milímetros. Seu principal período de atividade é de abril a outubro. Heppner relatou adultos com asas de janeiro a julho e novamente de setembro a dezembro na Flórida.
As larvas se alimentam da espécie protococcus, mas provavelmente também se alimentam de líquens.